# Задовже (озеро)
Задовже  — озеро карстового походження в межах Локницької територіальної громади, у Вараському районі Рівненської області України. Належить до басейну річки Веселухи.

## Опис
Розташоване вздовж села Заозер'я, на території Кутинського старостинського округу. Довжина 1,5 км, пересічна ширина 0,4 км, площа 60-62,1 га, пересічна глибина 15 м, прибережна смуга 13,1 га. Улоговина видовжено-овальної форми. Береги піщані, з одного боку вкриті лісом, з іншого лежить село. Південні береги болотисті. Вода прозора, чиста. Живиться підземними водами. Замерзає взимку. Дно піщане. З озера витікає канал.
Озеро та його береги використовуються для рибальства та як місце відпочинку. За селом приблизно за кілометр від озера Задовже розташоване мале карстове озеро Посвітське.

## Флора
В озері трапляється вид осокових рослин Pycreus flavescens.

## Фауна
В озері водяться окунь, короп, карась, лин, лящ, щука, сом. Наявні раки. На берегах гніздуються качки, дикі гуси, пірнокоза велика та інші птахи.

## Галерея

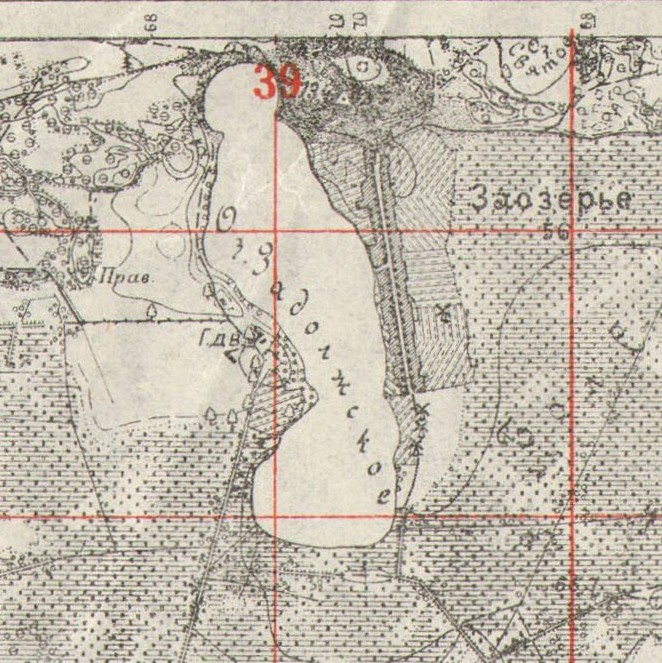
Задовже озеро на карті 1910 року